# Ростовцев, Анатолий Яковлевич
Анатолий Яковлевич Ростовцев (17 июля 1918 год, с. Туково, Юрьев-Польский уезд, Владимирская губерния — 10 января 1982, Челябинск) — плавильщик Челябинского абразивного завода Министерства станкостроительной и инструментальной промышленности СССР. Герой Социалистического Труда (1971).

## Биография
Родился 17 июля 1918 году в крестьянской семье в селе Туково Юрьев-Польского уезда (ныне — Юрьев-Польский район Владимирской области) Владимирской губернии.
С декабря 1941 года участвовал в Великой Отечественной войне. Воевал командиром стрелкового взвода в составе 207-го стрелкового полка 117-й стрелковой дивизии. Трижды был ранен. Войну закончил старшим лейтенантом в Берлине.
После войны трудился плавильщиком Челябинского абразивного завода.
Досрочно выполнил личные социалистические обязательства и плановые производственные задания Восьмой пятилетки (1965—1970). Указом Президиума Верховного Совета СССР (неопубликованным) от 5 апреля 1971 года «за выдающиеся трудовые успехи, достигнутые в выполнении заданий пятилетнего плана, выпуск продукции высокого качества и активное участие в создании новой техники» удостоен звания Героя Социалистического Труда с вручением ордена Ленина и золотой медали Серп и Молот.
С 1978 года — персональный пенсионер союзного значения. Проживал в Челябинске.
Скончался 10 января 1982 года.

## Награды
- Герой Социалистического Труда
- Орден Ленина
- Орден Красной Звезды (12.02.1942)[2]
- Медаль «За взятие Берлина»
- Медаль «За победу над Германией в Великой Отечественной войне 1941—1945 гг.»